# Si funciona...
Si funciona... (títol original en anglès: Whatever Works) és una pel·lícula estatunidenca dirigida per Woody Allen estrenada el 2009. Ha estat doblada al català.

## Argument
Boris Yelnikoff és un sexagenari novaiorquès i misantrop que cultiva un cinisme frívol perquè es creu més intel·ligent que la resta. Tot comença a trontollar quan s'enamora de Melodie, una jove inculta que li demana ajuda pel carrer, amb qui s'acaba casant. La noia ha fugit d'una família ultraconservadora que ve a buscar-la.
La mare arriba i comença a descobrir la vida de ciutat, fins que acaba emparellada amb dos amics de Boris, que la comparteixen conscientment. El seu marit s'adona que és homosexual i recomença la seva vida al costat d'un home que coneix en un bar. La Melodie deixa el Boris per un noi de la seva edat i aquest intenta suïcidar-se llençant-se per la finestra. Cau literalment a sobre d'una dona, vident, amb qui comença a sortir. Tots acaben doncs trobant la felicitat en relacions no convencionals, il·lutrant la màxima del títol: no hi ha regles per a l'amor, i si funciona...

## Repartiment
- Larry David: Boris Yellnikoff
- Evan Rachel Wood: Melodie St. Ann Celestine
- Patricia Clarkson: Marietta
- Henry Cavill: Randy James
- Ed Begley Jr.: John
- Adam Brooks: un amic de Boris
- Lyle Kanouse: un amic de Boris
- Michael McKean: Joe, un amic de Boris
- Clifford Lee Dickson: noi al carrer
- Yolonda Ross: la mare del noi
- Carolyn McCormick: Jessica
- Samantha Bee: Chess Mother
- Conleth Hill: Leo Brockman
- Marcia DeBonis: la dona del restaurant xinès
- John Gallagher Jr.: Perry
- Willa Cuthrell-Tuttleman: Chess Girl
- Nicole Patrick: l'amiga de Perry
- Olek Krupa: Morgenstern
- Christopher Evan Welch: Howard
- Jessica Hecht: Helena, la mèdium

## Producció
Rodada a partir d'un guió dels anys 1970, desaprofitat després de la mort del que anava a ser el seu protagonista Zero Mostel, Allen va esperar durant dècades fins a donar amb l'actor apropiat per al paper. Encara que el director i guionista ha aclarit que no va basar el personatge en la seva persona (Però Boris és un personatge que he creat. No m'identifico amb ell exactament, és una extrema exageració dels meus sentiments), són òbvies les similituds.
Si funciona... és la primera pel·lícula que roda als Estats Units, concretament a la seva ciutat natal Nova York, des de Melinda and Melinda, el 2004.

## Rebuda
L'estrena va tenir lloc el 22 d'abril del 2009 en el Festival de Cinema de Tribeca, sent la pel·lícula d'obertura, mentre que l'estrena comercial va tenir lloc gairebé dos mesos després, el 19 de juny, encara que de forma limitada: tan sols a 9 sales, aconseguint una recaptació en el primer cap de setmana de 266.162 dòlars. A data de 9 d'agost de 2009 portava recaptat al voltant d'onze milions de dòlares, contra un pressupost de quinze.

## Banda sonora
La banda sonora, editada per Razor & Tie el 30 de juny de 2009, és una barreja de música clàssica i jazz i swing dels anys 1930 i 40, que acaba amb Larry David interpretant el  Happy Birthday:
1. Hello I Must Be Going, per Groucho Marx and Cast.
2. Salty Bubble, per Tom Sharpsteen and His Orlando.
3. Butterfly By, per Heinz Kiessling.
4. Honeymoon Swoon, per Werner Tautz.
5. If I could be With You, per Jackie Gleason.
6. Simfonia núm 9 en re menor, Opus 125 Choral Molto Vivace, de Beethoven, interpretada per l'Orquestra Filharmònica Real.
7. Marxa nupcial, de Felix Mendelssohn, interpretada per l'Orquestra Filharmònica Real.
8. Simfonia n.núm 5 en do menor, de Beethoven, interpretada per l'Orquestra Filharmònica Real.
9. Desafinat, per Stan Getz i Charlie Byrd.
10. Spring Will Be a Little Late This Year, per Red Garland.
11. Meniniha Flor, per Charlie Byrd.
12. Auld Lang Syne, per Dick Hyman and His Orchestra.
13. Happy Birthday to You, per Larry David.